# Cratere Rhys
Rhys  è un cratere sulla superficie di Venere. Deve il proprio nome alla scrittrice britannica di origini caraibiche Jean Rhys (1890–1979).